# Femme Fatale (banda)
O Femme Fatale é uma banda canadense formada por Jesse F. Keeler. Embora seja considerado um projeto solo, a banda consiste em sete integrantes quando é tocada ao vivo. Em estúdio, Jesse toca todos os instrumentos, canta e compoem. Jesse ainda diz que continuara com a banda enquanto estiver na música.

## História
Antes de se juntar ao Death from Above 1979, Jesse tinha uma banda chamada Black Cat #13 que acabou tendo seu fim rapidamente. Quando começou a trabalhar no álbum Fire Baptism, ele procurou por um baterista mais técnico e contratou seu futuro parceiro, Sebastien Grainger. 

## Discografia
- Fire Batpism (2002)
- As You Sow, So Shall You Reap (2002)
- From the Abundance of the Heart, the Mouth Speaks (2004)